# Друмліни

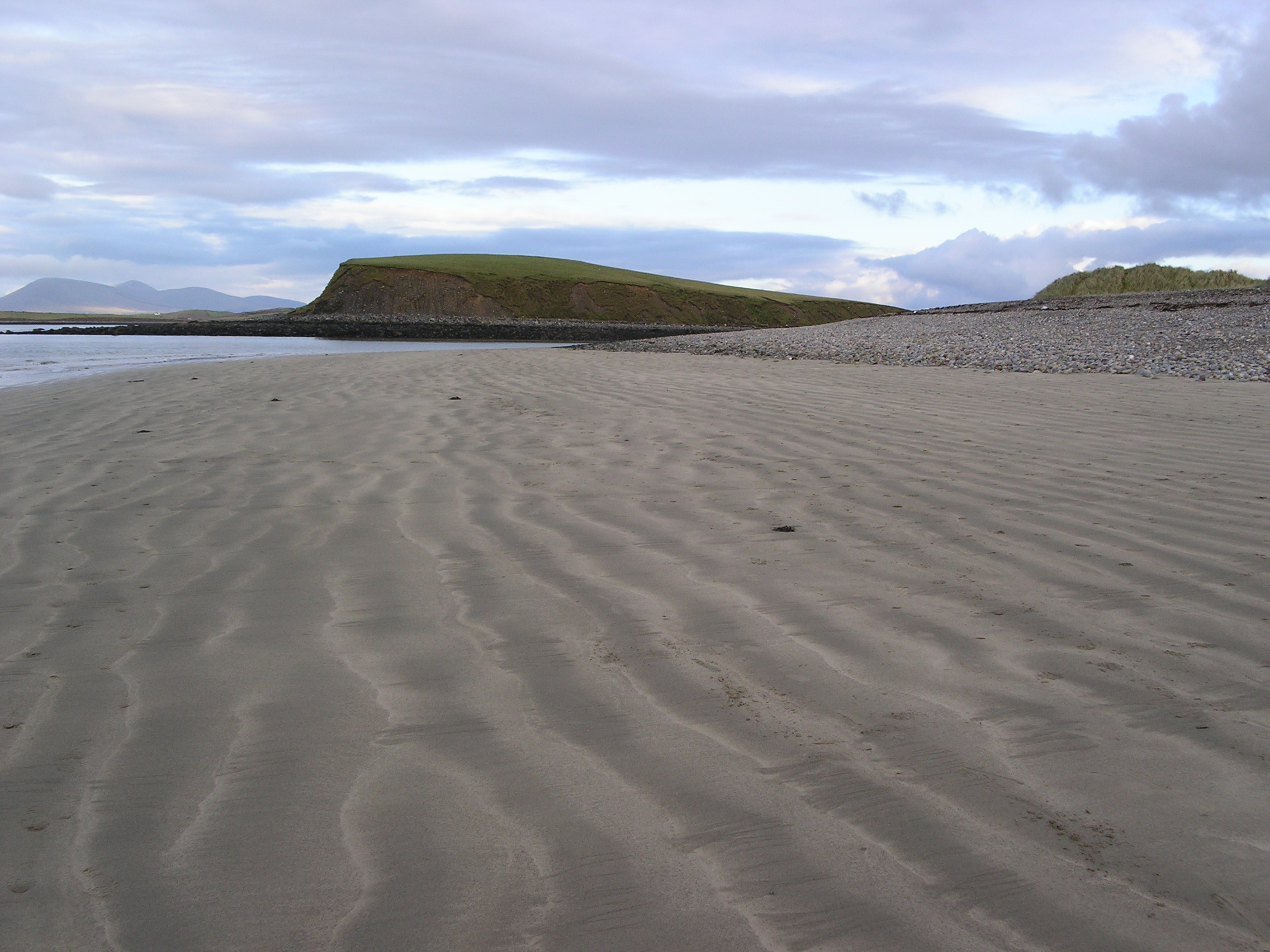
Друмлін у затоці Клю, Ірландія.

Поле друмлінів.

Схема утворення.

Друмліни (англ. drumlin; нім. Drumlin  m; рос. друмлин) (від ірландського droimnín [ˈdrimnʲiːnʲ] «невеликий хребет», «хребет») — форма льодовикового рельєфу, невеликі згладжені пагорби овальної або витягнутої форми складені льодовиковою валунною глиною, вісь яких витягнута в напрямку руху льодовика.

## Загальний опис
Друмліни розташовані групами в районах поширення плейстоценових покривних льодовиків утворюють друмліновий ландшафт.
Довгою віссю друмліни витягнуті в напрямку руху льоду; тупим, більш крутим і високим кінцем, звернені в протилежний бік. Висота друмлінів становить 5-45 м, ширина — 150—400 м, довжина — від декількох сотень метрів до 2,5 км.
Друмліни часто розташовуються вигляді груп у формі віяла або в шаховому порядку.
Друмліни бувають різних форм і розмірів, включаючи симетричні (щодо довгої осі), веретеноподібні, параболічні форми та поперечні асиметричні форми. Як правило, це витягнуті пагорби овальної форми з довгою віссю, паралельною орієнтації льодового потоку, і верхньою льодовою поверхнею (стосс), яка, як правило, крутіша, ніж нижня льодовикова (підвітряна) поверхня.

## Виникнення і матеріал
Друмліни та поля друмлінів — це льодовикові форми рельєфу, що складаються з тіл льодовикового походження. 
Довга вісь кожного друмліна паралельна напрямку руху льодовика під час формування. Перевірка аерофотознімків цих полів показує просування льодовика через ландшафт. Іноді друмліни розташовані віялом по дузі в 180°.
Друмліни можуть містити шари глини, мулу, піску, гравію та валунів у різних пропорціях; можливо, це вказує на те, що матеріал неодноразово додавався до ядра, яке могло бути з гірської породи або валунної глини. Валунна глина є основним матеріалом ряду друмлінівю В інших випадках друмлінні поля включають друмліни, повністю складені з твердої корінної породи (наприклад, граніту або добре літифікованого вапняку). Ці друмліни не можна пояснити випадінням м’якого осаду. Таким чином, акреція та ерозія м’яких відкладень під час процесів підльодовикової деформації не є єдиною теорією для всіх друмлінів — деякі з них складаються із залишкової корінної породи.
Існує дві основні гіпотези формування друмліна. Перша, припускає, що вони утворюються, коли осад відкладається з підльодовикових водних потоків, заповнених гравієм, глиною, мулом і піском. Друга теорія передбачає, що друмліни утворюються внаслідок ерозії матеріалу з неконсолідованого шару. Ерозія під льодовиком у безпосередній близькості від друмліна може становити приблизно метр глибини осаду на рік, значною мірою залежно від напруги зсуву, що діє на землю під час його переміщення та осадження.

## Поширення
Друмліни поширені у Центральній Європі, Північній і Південній Америці, Африці, Антарктиді. 
У Центральній Європі друмліни відомі в основному в районі альпійського зледеніння. Прикладом друмлінських ландшафтів є район Боденського озера на північний захід від м. Констанца та на північ від Ліндау, Еберфінгер-Друмлінфельд біля Вайльхайма у Верхній Баварії та Цюрихська гора. Проте на півночі Німеччини друмліни є рідкісним явищем. В районі молодої морени в Ірландії, Польщі, Естонії, Латвії, Швеції, Данії, Фінляндії та Гренландії є кілька друмлінових ділянок, які, займають кілька відсотків наземних морен.
Більшість друмлінів, які спостерігаються в Північній Америці, утворилися під час Вісконсинського зледеніння.
Найбільші друмлінові поля у світі сформувалися під Лаврентійським льодовиковим щитом і знаходяться в Канаді — Нунавут, Північно-Західні Території, північний Саскачеван, північна Манітоба, північне Онтаріо та північний Квебек.. 
У Сполучених Штатах драмліни поширені в районах: Центральний Нью-Йорк (між південним берегом озера Онтаріо та озером Каюга), Нижня долина річки Коннектикут, Лонг-Айленд, Східний Массачусетс, Мічиган, Міннесота, регіон Пьюджет-Саунд штату Вашингтон, Вісконсин.
В Азії друмліни знайдені в Тіксі, Республіка Саха, Росія.
У Південній Америці великі драмлінові поля знаходяться в Патагонії та на островах Наваріно та Гейбл у каналі Бігля.
У Антарктиді помічено, що друмліни утворюються під льодом Західно-Антарктичного крижаного потоку.
У Африці друмліни спостерігаються у Намібії.

## Аналоги
Подібні форми — ескери. На відміну від друмлінів, це менш обтічні та дуже витягнуті утворення, що були створені талими водами, які протікали під льодовиком.